# Jeffrey Kahane
Jeffrey Alan Kahane (Los Angeles, 12 settembre 1956) è un pianista e direttore d'orchestra statunitense, attualmente direttore musicale della Los Angeles Chamber Orchestra.

## Biografia
Kahane è cresciuto a Los Angeles Ovest e ha iniziato lo studio del pianoforte all'età di cinque anni e all'età di 10 anni ha cominciato a imparare a suonare la chitarra. Per i successivi anni ha diviso il suo tempo tra lo studio del pianoforte e suonando musica folk e rock con la chitarra. All'età di 14 anni è stato accettato come allievo borsista dal pianista di origine polacca Jakob Gimpel. "Ero completamente trasformato dal contatto con lui", disse Kahane. "C'era qualcosa che avevo ricevuto da Brahms e Beethoven e Bach che non potevo vivere senza. E ho voluto dare un contributo per mantenerlo vitale e vivo."
Dopo il suo secondo anno di scuola superiore, Kahane entrò al Conservatorio di musica di San Francisco. Ha studiato pianoforte e direzione d'orchestra e si è diplomato nel 1977. Mentre era a San Francisco, suonò strumenti a tastiera nella San Francisco Symphony, esplorò il jazz e suonò nella fossa orchestrale per un tour musicale di Broadway.
Kahane e sua moglie, Martha, uno psicologo clinico con uno studio privato ed una appassionata cantante di coro, attualmente dividono il loro tempo tra le loro case a Denver, Colorado e Santa Rosa, in California. Hanno due figli adulti: Gabriel Kahane, compositore, pianista e cantante che vive a Brooklyn; e Annie, coreografa e poeta.

## Carriera pianistica
All'età di 24, Kahane aderì al prestigioso Concorso Pianistico Internazionale Van Cliburn nel 1981 e vinse il quarto posto. "Sono rimasto stupito di averlo ottenuto", disse Kahane. "Verso la fine ero in uno stato alterato. Ha davvero cambiato la mia vita." Kahane ricevette una maggiore visibilità, perché la PBS trasmise le finali del turno. Due anni più tardi, vinse il Gran Premio nel Concorso Pianistico Internazionale Arthur Rubinstein in Israele.
Kahane ha debuttato alla Carnegie Hall nel 1983 ad un concerto in omaggio ad Arthur Rubinstein e debuttò a Londra nel 1985. Nel 1983 ha vinto un Avery Fisher Career Grant e nel 1987 il primo Andrew Wolf Chamber Music Award.
Ha fatto numerose apparizioni personali in recital e con le maggiori orchestre di tutto il mondo, tra cui New York Philharmonic, l'Orchestra di Cleveland, Los Angeles Philharmonic Orchestra, Orchestra di Filadelfia, San Francisco Symphony, Orchestra filarmonica di Rotterdam, Orchestra filarmonica d'Israele e l'Orchestra del Gewandhaus di Lipsia. Inoltre, è diventato uno dei pianisti accompagnatori favoriti nei recital di Yo-Yo Ma, Dawn Upshaw, Joshua Bell, e Thomas Quasthoff ed appare spesso con importanti formazioni cameristiche come il Quartetto Emerson.
Nell'estate del 2003 Kahane eseguì tutti i cinque concerti per pianoforte di Beethoven con la Los Angeles Chamber Orchestra per due notti consecutive all'Hollywood Bowl. Ha ripetuto il ciclo a Ravinia con la Chicago Symphony Orchestra, nell'estate del 2004.
Durante la stagione concertistica 2005-06, ha eseguito tutti i 23 concerti di Mozart per pianoforte come parte della celebrazione del Los Angeles Chamber Orchestra del 250º anniversario della nascita del compositore.

## Carriera come direttore
Kahane ha debuttato nella direzione del Bach Festival dell'Oregon nel 1988, dirigendo l'esecuzione di un concerto di Mozart dalla tastiera. Egli è spesso tornato al Festival sia come pianista che come direttore.
Nel 1991 Kahane ha co-fondato la Gardner Chamber Orchestra all'Isabella Stewart-Gardner Museum, un insieme di studenti eccellenti e neolaureati delle principali scuole di musica nella zona di Boston. Ha prestato servizio come direttore artistico e direttore dal 1991 al 1995.

### Santa Rosa Symphony
Nel 1995 Kahane divenne direttore musicale della Santa Rosa Symphony. Ha ricoperto la carica fino al termine della stagione 2005-06, dopo di che gli fu dato il titolo di Direttore Laureato.
Sotto la guida di Kahane, la base di abbonati è aumentata quasi del doppio e gli standard artistici sono migliorati. "Il mio incarico con la Santa Rosa Symphony ha rappresentato gli anni più appaganti ed eccitanti della mia vita musicale", disse Kahane. "Come vado avanti, so che di quello che ho fatto nulla significa per me più del privilegio di lavorare con questi musicisti incredibili e devoti e fare musica con loro per questo pubblico eccezionalmente appassionato e impegnato."

### Los Angeles Chamber Orchestra
Kahane è stato direttore musicale della Los Angeles Chamber Orchestra dal 1997, succedendo a Iona Brown. Nel 2008, il suo contratto è stato esteso fino alla stagione 2011-12.
Secondo il critico David Mermelstein:
Ma gli ottimi risultati di Kahane con LACO non ha nulla a che fare con l'arricchire il canone musicale o afferrare grandi nomi. È invece la storia di un musicista modesto che con pazienza e forse un po' di inganno ha ripristinato la dignità di un gruppo di musicisti scoraggiati. Ha fatto sentire loro che fare musica contava ed ora lo fanno anche gli altri. "Non siamo certo l'unico posto in America dove i musicisti sono felici", dice il direttore, "ma la combinazione di questo atteggiamento con questo livello di far musica è molto raro.»
Nel mese di aprile 2014, Kahane ha annunciato le sue dimissioni al termine della stagione 2016-17, dopo che avrà ufficialmente assunto il titolo di direttore musicale Laureato. La sua ventennale permanenza in carica sarà la più lunga di qualsiasi altro direttore musicale nella storia dell'orchestra.

### Colorado Symphony
Kahane è diventato direttore musicale della Colorado Symphony Orchestra nel 2005. Il suo contratto iniziale è stato per tre anni. Nel 2008 Kahane prolungò il suo contratto fino al 2012. Tuttavia, nel luglio 2008, Kahane annunciò le sue dimissioni dall'orchestra al termine della stagione 2009-10. Kahane disse che un'ipertensione grave nel 2007, che gli aveva fatto annullare diverse settimane di concerti sia in Colorado che a Los Angeles, lo aveva spinto alla decisione di concentrarsi maggiormente sulla sua carriera di solista del pianoforte:
Secondo The Denver Post, il mandato di Kahane "è stato contraddistinto da un aumento del pubblico e da un legame insolitamente forte con i musicisti dell'orchestra".

### Direttore ospite
Kahane è stato direttore ospite di molte importanti orchestre, comprese la Los Angeles Philharmonic, New York Philharmonic, Orchestra di Filadelfia, Chicago Symphony, Minnesota Orchestra, San Francisco Symphony, Kansas City Symphony, St. Louis Symphony, Orchestra Sinfonica di Toronto, Orchestra Sinfonica di Detroit, Saint Paul Chamber Orchestra, e l'Academy of St. Martin in the Fields.

## Attività educative
Jeffrey Kahane ha fondato serie di Concerti Family della Los Angeles Chamber Orchestra ed è personalmente coinvolto nel programma dell'orchestra Meet the Music, che è rivolto a circa 2.700 studenti delle scuole elementari di Los Angeles ogni anno.
"La cosa che mi rende più orgoglioso", Kahane ha detto nel 2004, "è che nei nove anni in cui sono stato direttore musicale tra le due orchestre [Los Angeles e Santa Rosa], con due eccezioni, ho diretto ogni singolo concerto dei bambini, concerto dei giovani, concerto delle famiglie e dei concerti quartiere che ognuna di queste due orchestre ha fatto".

## Premi e riconoscimenti
- Quarto posto: Concorso Pianistico Internazionale Van Cliburn 1981
- Gran Premio: Concorso Pianistico Internazionale Arthur Rubinstein 1983
- Avery Fisher Career Grant, 1983
- Il primo premio Andrew Wolf Musica da Camera, 1987
- Nel 2002, League of American Orchestras MetLife Award for Excellence in Community Engagement, per i progetti educativi con la Santa Rosa Symphony
- Dottore di Belle Arti (laurea honoris causa), Sonoma State University, 2005
- Sotto la guida di Kahane, sia la Los Angeles Chamber Orchestra che l'Orchestra sinfonica del Colorado ha ricevuto il Premio ASCAP 2007 per la Programmazione Avventurosa. Era la terza volta in quattro anni che LACO aveva ricevuto il premio.

## Registrazioni
- Bach:  Concerto per violino, archi & basso continuo No. 2 in Mi maggiore, BWV 1042, Hilary Hahn (violino), Los Angeles Chamber Orchestra, Jeffrey Kahane (direttore); Deutsche Grammophon
- Bach:  Concerto for 2 violini, archi & continuo in Re minore ("Double"), BWV 1043, Hilary Hahn (violino), Margaret Batjer (violino), Los Angeles Chamber Orchestra, Jeffrey Kahane (direttore); Deutsche Grammophon
- Bach:  Concerto per violino, archi & basso continuo No. 1 in La minore, BWV 1041, Hilary Hahn (violino), Los Angeles Chamber Orchestra, Jeffrey Kahane (direttore); Deutsche Grammophon
- Bach:  Concerto per oboe & violino (o 2 violini), archi & basso continuo in Re minore (reconstruction), BWV 1060R, Hilary Hahn (violino), Allan Vogel (oboe), Los Angeles Chamber Orchestra, Jeffrey Kahane (direttore); Deutsche Grammophon
- Bach:  Partita per Keyboard No. 4 in Re, BWV828, Jeffrey Kahane (pianoforte); Nonesuch
- Bach:  Three-part Inventions (Sinfonia) per Keyboard BWV787-801, Jeffrey Kahane (pianoforte); Nonesuch
- Bach:  Brandenburg Concertos Nos. 1-6, BWV 1046-1051, Oregon Bach Festival Orchestra, Helmuth Rilling (direttore), Jeffrey Kahane (clavicembalo); Hänssler Verlag
- Bach: Harpsichord Concertos, BWV 1060-1062, 1061a, Jeffrey Kahane (clavicembalo), Robert Levin (clavicembalo), Oregon Bach Festival Chamber Orchestra, Helmuth Rilling (direttore); Hänssler Verlag
- Bernstein: Sonata per clarinetto & piano, Yo-Yo Ma (violoncello), Jeffrey Kahane (pianoforte); Sony Classical
- Bernstein:  Symphony No. 2 per Piano e Orchestra, Age of Anxiety, Jeffrey Kahane (pianoforte), Bournemouth Symphony, Andrew Litton (direttore); Virgin/EMI Classics
- Gershwin: Preludes (3) per Piano, Yo-Yo Ma (violoncello), Jeffrey Kahane (pianoforte); Sony Classical
- Rorem: From an Unknown Past, Brian Asawa (contraltista), Los Angeles Chamber Orchestra, Jeffrey Kahane (direttore); BMG/RCA Victor Red Seal
- Rorem: More Than a Day, song cycle for contraltista e orchestra, Brian Asawa (contraltista), Los Angeles Chamber Orchestra, Jeffrey Kahane (direttore); BMG/RCA Victor Red Seal
- Rorem: Water Music, per violino, clarinetto & orchestra, Margaret Batjer (violino), Gary Grey (clarinetto), Los Angeles Chamber Orchestra, Jeffrey Kahane (direttore); BMG/RCA Victor Red Seal
- Schoenfield:  Four Parables per Piano & Orchestra, Jeffrey Kahane (pianoforte), New World Symphony, John Nelson (direttore); Argo/Decca
- Schubert: Complete Works for Violino e Piano, Joseph Swensen (violino), Jeffrey Kahane (pianoforte); BMG/RCA Victor Red Seal
- Richard Strauss:  Burleske in Re minore, Jeffrey Kahane (pianoforte), Eugene Espino (timpani), Cincinnati Symphony, Jesús López-Cobos (direttore); Telarc